# Mona Muscă
Monica Octavia Muscă (născută Stoian; n. 4 mai 1949, Turda, Cluj, România) este o fostă politiciană română, membră a Partidului Național Liberal și a Partidului Liberal Democrat. În vara anului 2006, Mona Muscă a intrat în centrul unor dezbateri publice legate de colaborarea ei cu fosta Securitate, Consiliul Național pentru Studierea Arhivelor Securității considerând că a făcut poliție politică.
În martie 2007, ca urmare a deciziei definitive a Curții de Apel de a respinge contestația depusă asupra verdictului Consiliului Național de Studiere a Arhivelor Securității, care a stabilit că Mona Muscă a făcut poliție politică, Muscă și-a anunțat demisia din Parlament și din Partidul Liberal Democrat.

## Date biografice
Mona Muscă a absolvit în anul 1972 Facultatea de Filologie la Universitatea din Timișoara. Între 1972 și 1976 este profesor de limba și literatura română la școala generală Gurba din județul Arad. Din 1975 și până în 1982 a fost asistent universitar la Universitatea Timișoara, iar din 1982 până în 1996 a fost cercetător științific la Institutul de Lingvistică „Iorgu Iordan” al Academiei Române.
În anul 1990 devine membru al Alianței Civice (care se transformă în Partidul Alianța Civică), iar între 1991 și 1995 a fost membru în Consiliul Național al PAC și conduce Departamentul de Imagine și Relații Publice.
Din anul 1996 a fost membru și deputat al PNL. În anul 1996 a fost aleasă deputat de Caraș-Severin, pe listele Convenției Democrate din România, aleasă din nou în funcția de deputat de Caraș-Severin în anul 2000, pe listele PNL, iar în anul 2004 aleasă deputat de București, tot din partea PNL. Mona Muscă a avut o activitate parlamentară bogată. Deputata liberală s-a identificat cu acțiunile de reglementare a unei “culturi a transparenței” publice - legea accesului la informațiile publice și legea informațiilor clasificate. După alegerile parlamentare din anul 2004 a candidat pentru funcție de președinte al Camerei Deputaților, dar a fost învinsă de Adrian Năstase.

## Activitatea în cadrul PNL
- 1995 - 1996—conduce Departamentul de Imagine și Mass-Media al PNL
- 1996 - 2000—membru în Biroul Permanent al PNL, Coordonator al Departamentului de Imagine și Mass-Media al PNL
- 1996 - 2000—vicepreședinte al PNL pe direcția strategică, parteneriatul cu societatea civilă
- 2001 - 2005—membru al Biroului Executiv al PNL
- 2005 (iulie) -- demisionară din funcția de Vicepreședinte al PNL

## Activitatea parlamentară
Între anii 1996 și 2004 a fost deputat de Caraș-Severin din partea PNL, (aleasă în 1996 pe listele CDR), iar din 2004 deputat, aleasă inițial din partea PNL București, pe listele Alianței Dreptate și Adevăr. În intervalul decembrie 2004 - ianuarie 2005, a fost membru în Biroul Permanent și Vicepreședinte al Camerei Deputaților.
- membru în Comisia de anchetă a Camerei Deputaților pentru analiza situației create la SRTv și SRR prin sistarea de către Campania Națională de Electricitate - SA a alimentării cu energie electrică a unor stații de emisie (iun. 1999);
- din mai 2000, supleant în Delegația Parlamentului României la Adunarea Parlamentară a OSCE;
- din februarie 1997 secretar al Grupului parlamentar de prietenie cu Franța și membru în cel cu Guineea;
- inițiator al propunerii legislative pentru prevenirea cruzimii față de animale;

din 2000, vicepreședinte al grupului parlamentar de prietenie cu India și membră în grupurile parlamentare de prietenie cu Franța, Albania, Indonezia, Costa Rica și UNESCO;
- inițiator al propunerilor legislative privind liberul acces la informațiile de interes public, privind organizarea și funcționarea Agenției Naționale de Presă ROMPRES; pentru modificarea Legii nr. 75 din 12 iulie 1996 privind stabilirea zilelor de sărbători legale în care nu se lucrează; privind Legea-cadru pentru prevenirea cruzimii față de animale și protecția acestora; privind protecția victimelor violenței în familie; privind modificarea și completarea Legii nr. 51/1991 privind siguranța națională a României; privind conflictul de interese în exercitarea funcțiilor și demnităților publice
- membru în Comisia pentru cultură, arte, mijloace de informare în masă
- membru în Comisia pentru egalitatea de șanse pentru femei și bărbați (din februarie 2006)

Mona Muscă a inițiat și și-a asociat imaginea și cu acțiuni în zona protecției sociale, susținând creșterea pensiilor și a protecției femeilor împotriva violenței domestice. De asemenea, desele apariții în emisiuni și publicații de divertisment, în special în cele adresate femeilor, au contribuit la conturarea unui personaj popular. Legăturile puternice pe care Mona Muscă le are în zona societății civile au făcut ca aceasta să se bucure, până la apariția dosarului său de Securitate, de o atitudine favorabilă în mass-media.
După alegerile din 2004, a fost desemnată ministrul Culturii. A părăsit guvernul după jumătate de an în semn de protest față de decizia premierului Călin Popescu Tăriceanu de a renunța la demisie, gest care a invalidat posibilitatea declanșării alegerilor anticipate.

## Colaborarea cu Securitatea
La 8 august 2006, Lavinia Șandru, deputat al Partidului Inițiativa Națională, a declarat public că dosarul Mona Muscă a ajuns pe masa de lucru a CNSAS . Din cauza colaborării ei cu fosta Securitate, Biroul Permanent Central al PNL a decis pe 14 august 2006, fără a mai aștepta verdictul CNSAS, retragerea sprijinului politic pentru Mona Muscă . Ulterior, Mona Muscă a fost exclusă din PNL .
Mona Muscă a negat faptul că ar fi făcut poliție politică și a decis publicarea dosarului său de Securitate pe internet.
De asemenea, ea și-a exprimat regretul de a fi semnat un angajament cu fosta Securitate .